# Decarbossilazione ossidativa del piruvato
La decarbossilazione ossidativa del piruvato è un processo metabolico che converte il piruvato prodotto dalla glicolisi in acetil-coenzima A, substrato del ciclo di Krebs. Per questo motivo, tale processo è a tutti gli effetti la via di collegamento tra queste due vie metaboliche e, di conseguenza, una parte fondamentale del catabolismo dei carboidrati.
La reazione ha luogo a livello del mitocondrio, all'interno del quale il piruvato viene trasportato attivamente nella matrice mitocondriale mediante trasporto attivo secondario sfruttando il gradiente protonico instauratosi a cavallo della membrana interna del mitocondrio. È catalizzata dal complesso enzimatico della piruvato deidrogenasi PDH.

## Regolazione
- Diidrolipoil transacetilasi: attivata da CoA-SH; inibita da acetil-CoA.
- Diidrolipoil deidrogenasi: attivata da NAD+ e AMP; inibita da NADH e ATP.